# NGC 6245
NGC 6245 је ознака објекта на координатама са ректансцензијом 16h 45m 22,4s и деклинацијом + 70° 48" 16'. Открио га је Луис Свифт, 28. јуна 1884. Каснијим посматрањима на том положају није уочен никакав астрономски објекат.